# Эдвард Г. Робинсон
Э́двард Го́лденберг Ро́бинсон (англ. Edward Goldenberg Robinson, настоящее имя Эмануэль Голденберг (англ. Emanuel Goldenberg); 12 декабря 1893 — 26 января 1973) — американский актёр.
Американский институт киноискусства поместил его на 24-е место в списке «100 величайших звёзд кино».

## Юность
Родился 12 декабря 1893 года в Бухаресте в еврейской семье. В 1903 году семья эмигрировала в Нью-Йорк. В Нью-Йорке он окончил среднюю школу, а затем Городской колледж Нью-Йорка. Затем он поступил в двухлетнюю Американскую школу драматических искусств, где сменил имя.

## Карьера
Актёрскую карьеру Эдвард Робинсон начал в 1913 году, в 1915 году дебютировал на Бродвее. Первая роль в кино — фильм «Arms and the Woman» (1916) Джорджа Фицмориса, где Эдвард сыграл рабочего фабрики, но она была незначительной и низкооплачиваемой. Следующая роль была более серьёзная — фильм «The Bright Shawl» (1923) режиссёра Джона С. Робертсона. Следующая работа была через 6 лет — это фильм Роберта Флори «The Hole in the Wall» (1929). После этого фильма Эдвард Робинсон стал постоянно сниматься в кино и в период с 1930 по 1932 год снялся в четырнадцати фильмах.
Наибольшее признание актёр получил за роль гангстера Рико Банделло в фильме «Маленький Цезарь» (1931), после которого его амплуа определилось как «жёсткий парень», и большинство следующих ролей Эдвард Робинсон сыграл в криминальных драмах. В период с 1932 по 1950 год снялся более чем в сорока фильмах, в том числе в пяти фильмах с Хамфри Богартом.

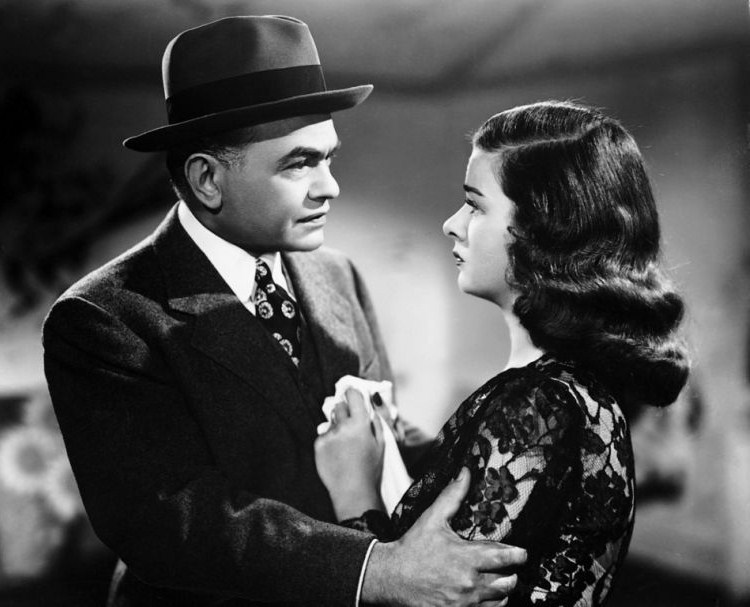
С Джоан Беннетт в фильме «Улица греха» (1945)

В 1950—1952 году Эдвард Робинсон трижды вызывался давать показания в Комиссию по расследованию антиамериканской деятельности, где ему пригрозили «чёрным списком» и он назвал имена «коммунистических и антиамериканских пропагандистов», тем самым освободив себя от угроз Комиссии. После этого Эдварду стали предлагать меньше ролей, но всё же антикоммунист Сесиль Б. Де Милль предложил ему роль в фильме «Десять заповедей» (1956), который получил «Оскар» за лучшие спецэффекты.
Эдвард Робинсон собрал значительную коллекцию произведений искусства, в первую очередь современного абстрактного, но был вынужден продать её греческому магнату в 1956 году для урегулирования финансового вопроса при разводе с женой Глэдис, так как его финансовое состояние значительно ухудшилось после антикоммунистической «Голливудской охоты на ведьм» Комиссией по расследованию антиамериканской деятельности в 1950 году. В 1956 году Эдвард Робинсон вернулся на Бродвей, где принял участие в мюзикле «Middle of the Night».
После «Десяти заповедей» Робинсон сыграл свои знаменитые роли в фильмах «Дыра в голове» (1959) вместе с Фрэнком Синатрой, «Малыш Цинциннати» (1965). Также предполагалось, что Эдвард Робинсон сыграет главную роль в фильме «Крёстный отец», но, несмотря на возражения студии, Фрэнсис Форд Коппола назначил на эту роль Марлона Брандо.
Последнюю роль в кино Эдвард Робинсон сыграл в фантастическом фильме «Зелёный сойлент» (1973). Всего Эдвард Робинсон сыграл в сто одном фильме.
Робинсон никогда не номинировался на премию «Оскар», но в 1973 он был удостоен почётного «Оскара» за достижения в кино.
Эдвард Робинсон умер от рака 26 января 1973 года, в возрасте 79 лет, не дожив до вручения премии всего два месяца. Похоронен на кладбище Бет-Эль в Риджвуде (штат Нью-Йорк).

## Избранная фильмография
| Год  |     | Русское название                   | Оригинальное название          | Роль                                             |
| ---- | --- | ---------------------------------- | ------------------------------ | ------------------------------------------------ |
| 1931 | ф   | Маленький Цезарь                   | Little Caesar                  | Цезарь Энрико «Рико» Банделло                    |
| 1931 | ф   | Пять последних звёзд               | Five Star Final                | Джозеф Рэндалл                                   |
| 1931 | ф   | Умные деньги                       | Smart Money                    | Ник «Парикмахер» Венизелос                       |
| 1931 | ф   | Украденные драгоценности           | The Stolen Jools               | гангстер                                         |
| 1932 | ф   | Две секунды                        | Two Seconds                    | Джон Аллен                                       |
| 1935 | ф   | Весь город говорит                 | The Whole Town's Talking       | Артур Фергюсон Джонс / Убийца Мэннион            |
| 1936 | ф   | Пулями или голосами                | Bullets or Ballots             | детектив Джонни Блейк                            |
| 1937 | ф   | Последний гангстер                 | The Last Gangster              | Джо Крозак                                       |
| 1937 | ф   | Кид Галахад                        | Kid Galahad                    | Ник Донати                                       |
| 1938 | ф   | Удивительный доктор Клиттерхаус    | The Amazing Dr. Clitterhouse   | доктор Клиттерхаус                               |
| 1941 | ф   | Морской волк                       | The Sea Wolf                   | Вольф Ларсен                                     |
| 1941 | ф   | Энергия                            | Manpower                       | Хэнк Макгенри                                    |
| 1942 | док | Разгром немецких войск под Москвой | Moscow Strikes Back            | закадровый текст                                 |
| 1944 | ф   | Двойная страховка                  | Double Indemnity               | Бартон Киз                                       |
| 1944 | ф   | Женщина в окне                     | The Woman in the Window        | профессор Ричард Уонли                           |
| 1945 | ф   | Улица греха                        | Scarlet Street                 | Кристофер Кросс                                  |
| 1946 | ф   | Чужестранец                        | The Stranger                   | мистер Уилсон                                    |
| 1947 | ф   | Красный дом                        | The Red House                  | Пит Морган                                       |
| 1948 | ф   | Ки-Ларго                           | Key Largo                      | Джонни Рокко                                     |
| 1948 | ф   | Все мои сыновья                    | All My Sons                    | Джо Келлер                                       |
| 1949 | ф   | Дом незнакомцев                    | House of Strangers             | Джино Монетти                                    |
| 1953 | ф   | Стеклянная паутина                 | The Glass Web                  | Генри Хейс                                       |
| 1953 | ф   | Полиция нравов                     | Vice Squad                     | капитан «Барни» Барнаби                          |
| 1954 | ф   | Чёрный вторник                     | Black Tuesday                  | Винсент Канелли                                  |
| 1955 | ф   | Узкое место                        | Tight Spot                     | Ллойд Холлетт                                    |
| 1955 | ф   | Беззаконие                         | Illegal                        | Виктор Скотт                                     |
| 1955 | ф   | Пуля для Джои                      | A Bullet for Joey              | инспектор Ледюк                                  |
| 1956 | ф   | Десять заповедей                   | The Ten Commandments           | Дафан                                            |
| 1956 | ф   | Ад в заливе Фриско                 | Hell on Frisco Bay             | Виктор Амато                                     |
| 1956 | ф   | Ночной кошмар                      | Nightmare                      | Рене Брессар                                     |
| 1959 | ф   | Дыра в голове                      | A Hole in the Head             | Марио Манетта                                    |
| 1962 | ф   | Моя гейша                          | My Geisha                      | Сэм Льюис                                        |
| 1962 | ф   | Две недели в другом городе         | Two Weeks in Another Town      | Джек Эндрюс                                      |
| 1963 | ф   | Нобелевская премия                 | The Prize                      | доктор Макс Стрэтмен / профессор Уолтер Стрэтмен |
| 1964 | ф   | Осень шайеннов                     | Cheyenne Autumn                | Карл Шурц                                        |
| 1965 | ф   | Цинциннати Кид                     | The Cincinnati Kid             | Лэнси Говард                                     |
| 1967 | ф   | Пекинская блондинка                | La Blonde De Pekin             | Дуглас                                           |
| 1968 | ф   | Самый крупный куш                  | The Biggest Bundle of Them All | профессор Сэмюэлс                                |
| 1969 | ф   | Золото Маккенны                    | Mackenna’s Gold                | старик Адамс                                     |
| 1973 | ф   | Зелёный сойлент                    | Soylent Green                  | Сол Рот                                          |

### на английском языке
- Robinson, Edward G.; Spigelgass, Leonard (1973). All My Yesterdays; An Autobiography. Hawthorn Books, 344 pages.

- Gansberg, Alan L. (2004). Little Caesar: A Biography of Edward G. Robinson. Scarecrow Press, 336 pages. ISBN 978-0-8108-4950-1
- Parish, James Robert; Marill, Alvin (1972). The Cinema of Edward G. Robinson. South Brunswick, New Jersey: A. S. Barnes & Co., 270 pages. ISBN 978-0-4980-7875-0
- Wise, James (2000). Stars in Khaki: Movie Actors in the Army and Air Services. Naval Institute Press, 241 pages. ISBN 978-1-5575-0958-1